# AB Большой Медведицы
AB Большой Медведицы (лат. AB Ursae Majoris) — одиночная переменная звезда в созвездии Большой Медведицы на расстоянии приблизительно 3322 световых лет (около 1019 парсеков) от Солнца. Видимая звёздная величина звезды — от +11,7m до +10,3m.

## Характеристики
AB Большой Медведицы — жёлто-белая пульсирующая переменная звезда типа RR Лиры (RRAB) спектрального класса F2.